# Reglerrohr
Das Reglerrohr oder Reglerknierohr leitet bei einer Dampflokomotive den Dampf vom Dampfdom zum Dampfsammelkasten in der Rauchkammer. Bei den Einheitslokomotiven wird das Reglerrohr zum Dampfraum mit einem Nassdampfregler abgeschlossen.  Bei den Dampflokomotiven der Deutschen Bundesbahn ab 1950 befindet sich im Dom nur das Abschlussventil des Reglerrohres (auch Hilfsabsperrventil genannt). Der eigentliche Regler wurde als Heißdampfregler in den Dampfsammelkasten in die Rauchkammer eingebaut.
Der Regler ist ein kompliziertes Ventil, mit dem der Lokomotivführer die Dampfabgabe des Kessels an die Dampfmaschine feinfühlig einstellen kann.